# Discovery Science
Discovery Science é um canal de televisão de TV por assinatura do grupo Warner Bros. Discovery que tem como tarefa reexibir os programas ligados a ciência passados no Discovery Channel, sem intervalos comerciais. Exibe documentários sobre astronomia, tecnologia, história e biologia. Alguns de seus programas mais famosos são "Grandes Mistérios do Universo com Morgan Freeman", "Como funciona o Universo", "MythBusters", "Como é Feito", "A Ciência do Impossível", entre muitos outros.

## Transmissão
O canal é transmitido para: Ásia, Europa, Reino Unido, Canadá, América Latina e Austrália. No Brasil está disponível em diversos operadores de televisão paga.

### Portugal e Espanha
A versão do Discovery Science transmitida para Portugal e Espanha era produzida a partir da América Latina mas embora fosse destinada para estes dois países europeus, o seu sinal era transmitido em 4:3 SD, sendo a par do Discovery Civilization dos pouquíssimos canais a transmitir neste formato obsoleto. Em 31 de julho de 2015, o canal foi descontinuado na Espanha. Em 11 de novembro do mesmo ano, o canal foi descontinuado em Portugal.

## História
Em novembro de 1994, a Discovery Networks anunciou planos para criar quatro canais digitais nos Estados Unidos, a serem lançados em 1996. O canal foi originalmente chamado pelo nome provisório Quark!, que foi trocado antes do lançamento para Discovery Science Network. O canal foi lançado em outubro de 1996 com parte de uma transformação simultânea, junto com Discovery Home & Leisure, Discovery Kids e Discovery Health Channel.
O canal trocou de nome diversas vezes durante sua história. Em 1998 o nome do canal foi modificado pela primeira vez, para Discovery Science Channel, e em 2002 se transformou no The Science Channel, sendo o primeiro canal da Discovery Networks a não ter "Discovery" no nome (No Brasil, em Portugal e nos outros países, porém, o nome "Discovery Science" continua sendo usado). Depois o nome foi reduzido para Science Channel em 2007 como parte de uma mudança visual incluindo um novo logo baseado na tabela periódica (como pode-se ver abaixo); em 2011, o canal se tornou simplesmente Science, ganhando também um novo logo (que pode ser visto ao lado).

## Mudança em 2011

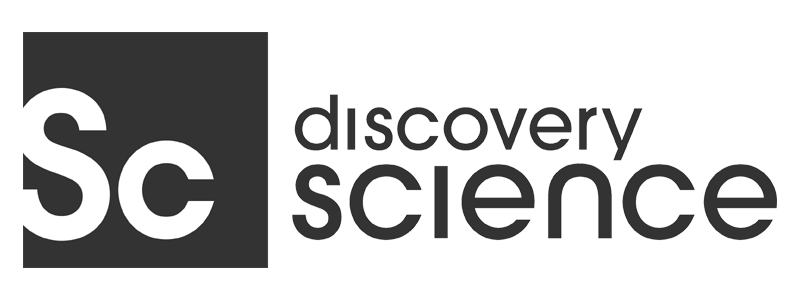
Logotipo usado de 2007 a 2011.

No dia 7 de novembro de 2011, o canal mudou a sua identidade visual com a tecnologia "morph". O canal continua tendo como conceito a ciência como a busca constante aos mistérios. As mudanças foram exibidas durante a estreia da segunda temporada de Grandes Mistérios do Universo. Dentre os temas exibidos pelo programa estão "Existe vida após a morte?" no primeiro episódio da segunda temporada e outros como "Tempo existe?", "Podemos viver para sempre?" e "Existe um sexto sentido?".

## Alta definição
O Science HD é um simulcast em alta definição do Science disponível nos Estados Unidos, transmitindo em 1080i. Ele foi lançado no dia 1 de setembro de 2007, junto com o Discovery Channel HD, TLC HD e Animal Planet HD.